# 歩行者横断指導線

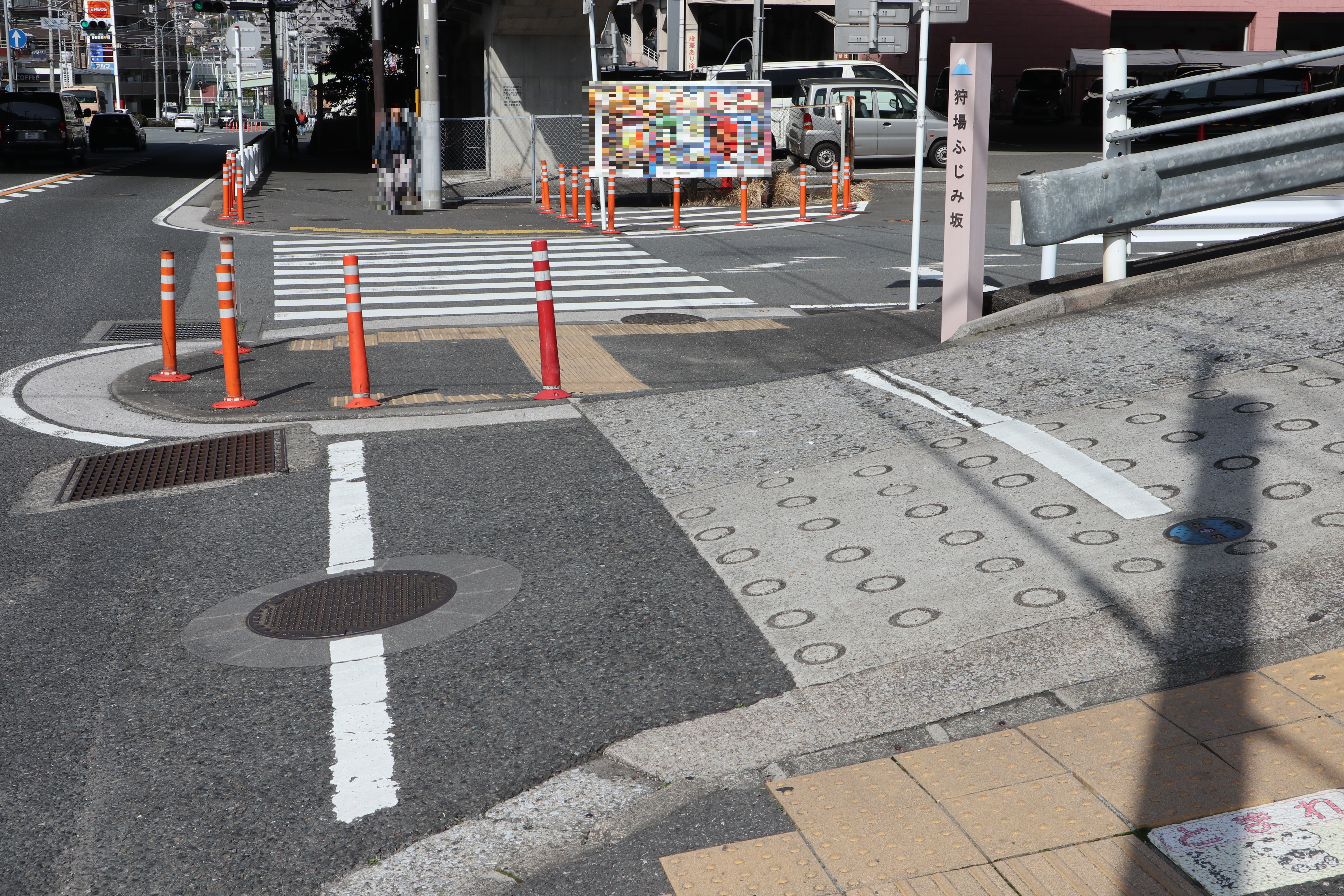
歩行者横断指導線（神奈川県横浜市保土ケ谷区狩場町）。奥には横断歩道も見える。

歩行者横断指導線（ほこうしゃ おうだん しどうせん）は、日本国内において、道路法、道路標識、区画線及び道路標示に関する命令に基づいて道路上に設置される区画線の一種である。横断指導線（おうだん しどうせん）と称されることもある。横断歩道と同様に道路上で歩行者が横断するべき場所を表しており、横断歩道に準じたものとして扱われることもあるが、法令上の意味合いは異なる。

## 設置目的と様式

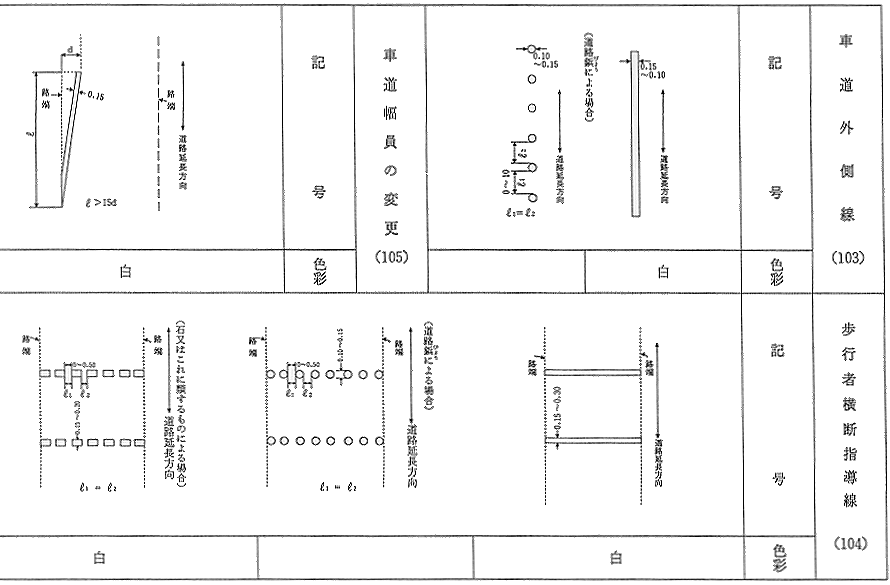
道路標識、区画線及び道路標示に関する命令別表第4。歩行者横断指導線の様式が定められている。

歩行者が自由な場所で道路を横断することを防ぐため、歩行者が横断すべき場所を指し示す目的で設置される。道路標識、区画線及び道路標示に関する命令別表第3では、「歩行者の車道の横断を指導する必要がある場所」に設置されると規定されている。様式は同命令別表第4に規定されており、通常の塗料によるもの（幅15-30センチメートルの2本の白線）のほか、道路鋲によるもの、石またはこれに類するものによるものの3つが定められている。

## 横断歩道との関係
歩行者横断指導線と横断歩道はともに歩行者が道路を横断するための施設であるが、歩行者横断指導線が道路法に基づいて道路管理者が設置する区画線であるのに対し、横断歩道は道路交通法に基づいて都道府県公安委員会が設置する道路標示である点が異なる。交通運用上でも違いがあり、道路交通法で定められている横断歩道に関する規定は歩行者横断指導線には適用されない。よって、横断歩道では車両等は渡ろうとしている歩行者がいた場合には一時停止して歩行者を優先させなければならないが、歩行者横断指導線ではそのような義務はない。そのため、歩行者は歩行者横断指導線を横断するときは車両等が接近していないか注意する必要がある。また、歩行者は横断歩道がある場所の近くで道路を横断するときは横断歩道を利用する義務があるが、こちらの義務も歩行者横断指導線にはない。
歩行者横断指導線と横断歩道には上述のような法令上の差異があるが、歩行者横断指導線は一般に広く認知されているとは言えず、横断歩道との違いも十分に理解されていないことが判明している。2020年に一般の道路利用者を対象にGoogleフォームを用いて行われたアンケート調査では、歩行者横断指導線の認知度を問う質問に対し約74%の回答者が歩行者横断指導線の意味を知らないと回答したほか、自分が運転者のとき歩行者横断指導線の端で待機している歩行者に譲るかどうか問う質問では、法令上は譲る義務がないにもかかわらず回答者の70%以上がほぼ/おそらく譲ると回答している。
事情により横断歩道が設置できない場合に、歩行者横断指導線が横断歩道の代わりに設置されることがある。神奈川県秦野市では2022年に通学路となっている交通量の多い道路に横断歩道を設置するよう学校などから要望がなされたが、横断歩道の設置基準を満たせず、代わりとして歩行者横断指導線が設置された。熊本県菊池郡菊陽町では2023年、交差点内であったため横断歩道の設置が出来なかった通学路上に、通学路を延長したうえで歩行者横断指導線が設置された。

## その他

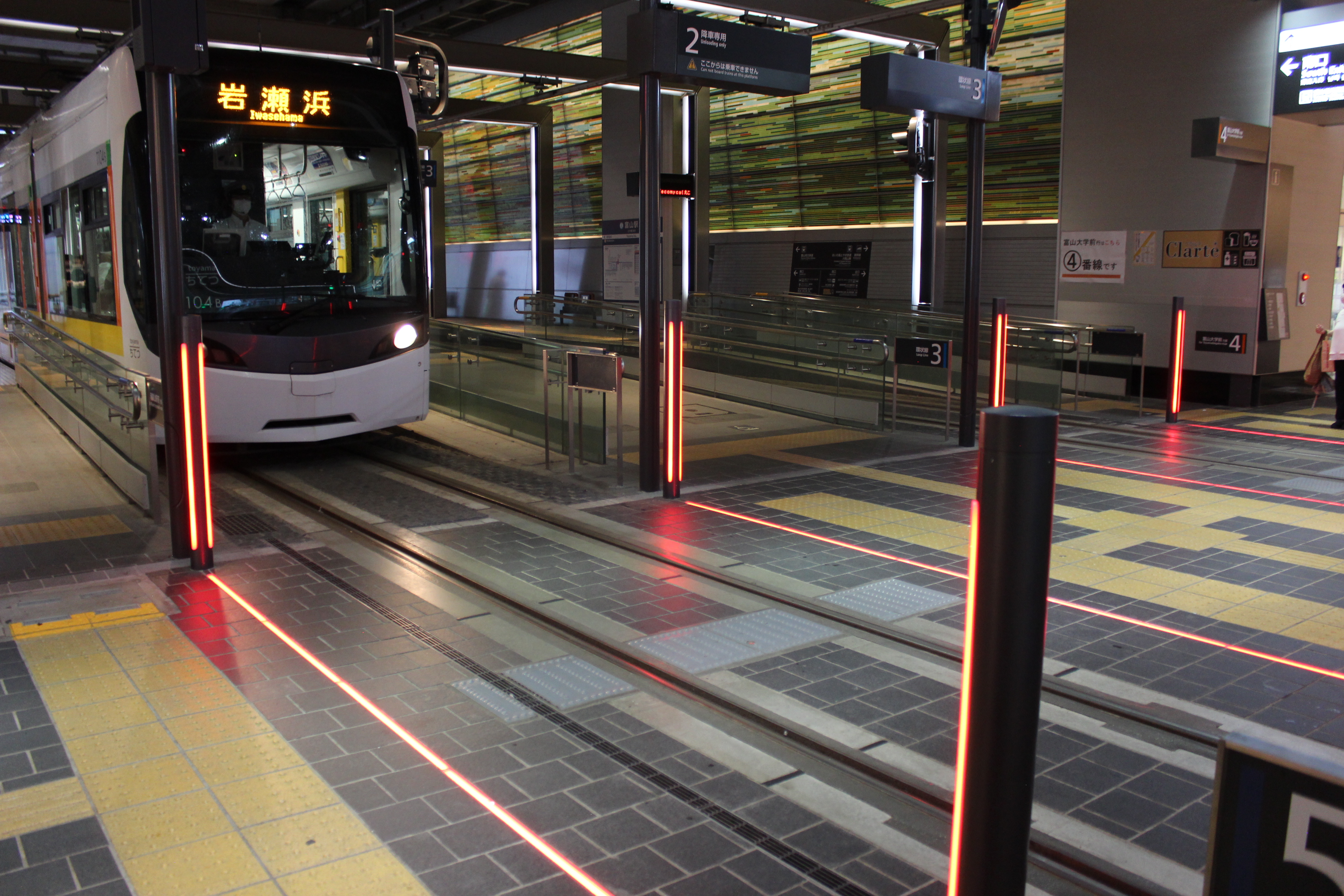
富山駅停留場に設置された歩行者横断指導線。路面電車の接近を知らせる赤色LEDが見える。

2020年、富山地方鉄道富山港線の富山駅停留場に設置された歩行者横断指導線は、音声案内と床面や柱に内蔵された赤色LEDによって路面電車の接近を知らせており、近未来的でスタイリッシュであるとしてインターネット上で話題になった。この歩行者横断指導線はJR西日本とあいの風とやま鉄道の富山駅の高架下にあり、歩行者が路面電車の接近に気付きやすいようにこのような設備が設置された。

## ギャラリー

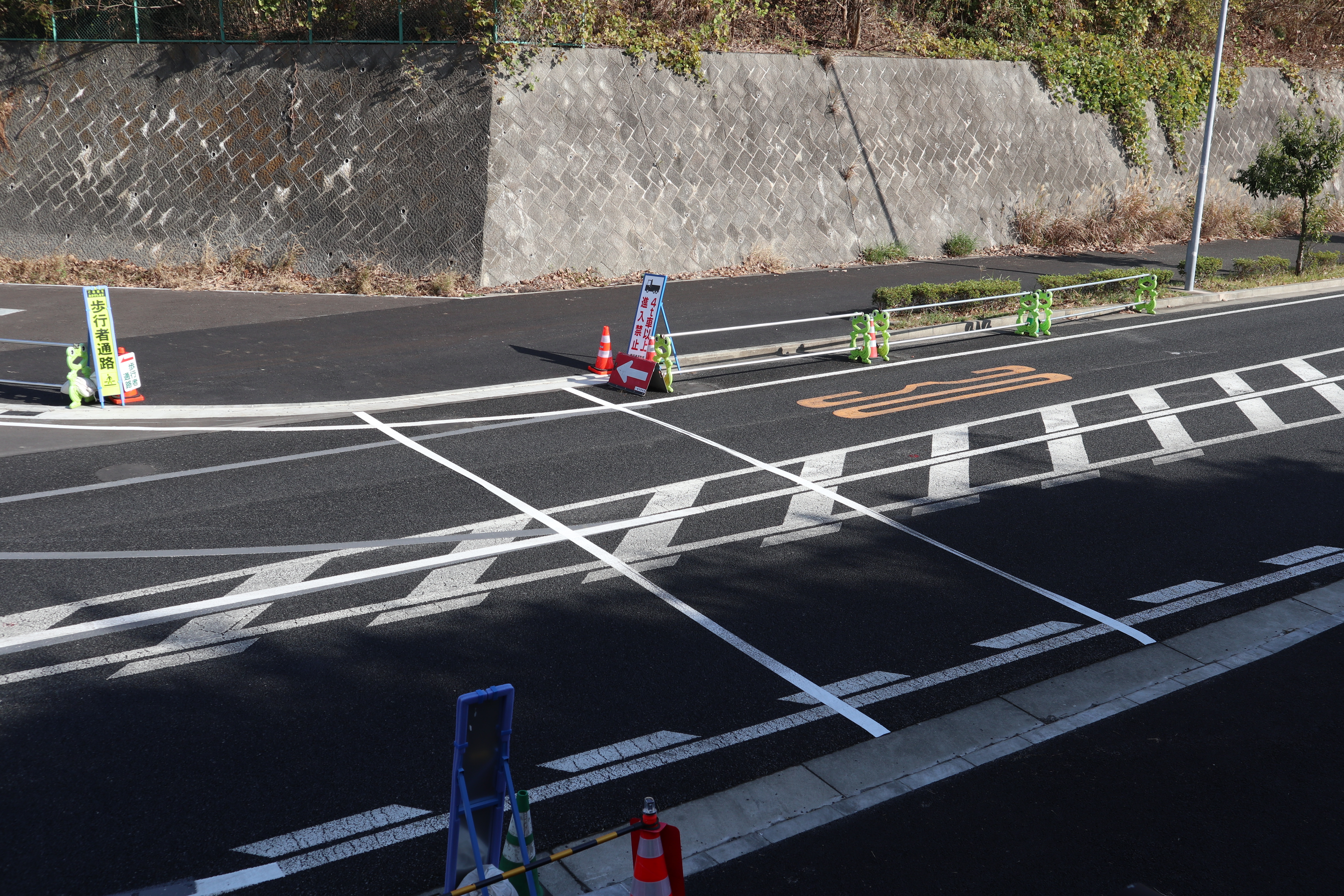
都市計画道路中田さちが丘線を横断する歩行者横断指導線（神奈川県横浜市泉区岡津町）。
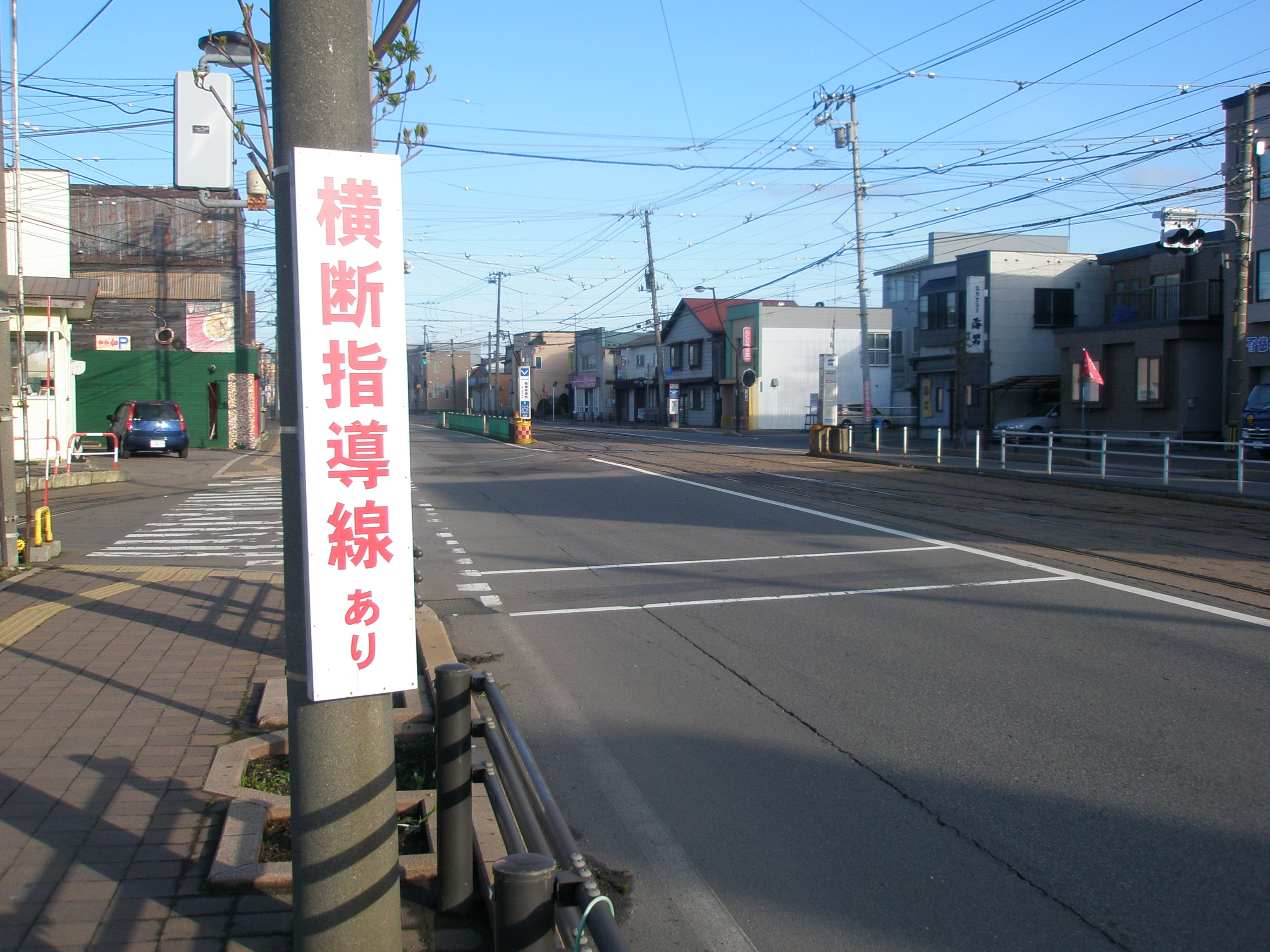
函館市電の駒場車庫前停留場に渡るための歩行者横断指導線（北海道函館市駒場町）。「横断指導線あり」の看板が見える。